# Перше Мая (Моргауський район)
Пе́рше Ма́я (рос. Первое Мая, чув. Пĕрремĕш Май) — виселок у Чувашії Російської Федерації, у складі Юнгинського сільського поселення Моргауського району.
Населення — 164 особи (2010; 161 в 2002, 188 в 1979; 257 в 1939). Національний склад — чуваші, росіяни.

## Історія
Засновано 1930 року при утворенні колгоспу «1 Травня». Селяни займались землеробством, тваринництвом. До 1939 року виселок перебував у складі Татаркасинського району, з 1939 року переданий до складу Сундирського, 1962 року — до складу Ядрінського, 1964 року — до складу Моргауського району.

## Господарство
У висілку діють фельдшерсько-акушерський пункт та магазин.